# 下村乡 (会理县)
下村乡是中华人民共和国四川省凉山彝族自治州会理市已撤销的一个乡。
2019年12月，撤销下村乡，将其所属行政区域划归益门镇管辖。

## 行政区划
下村乡撤销前下辖以下地区：
下村、新山村、铁厂村、武家沟村和小河村。